# Daniel Purvis
Daniel Purvis, född den 13 november 1990 i Liverpool, England, är en brittisk gymnast.
Han tog OS-brons i lagmångkampen i samband med de olympiska gymnastiktävlingarna 2012 i London.